# Capnethinius semipunctatus
Capnethinius semipunctatus là một loài bọ cánh cứng trong họ Cerambycidae.